# Kitete (Morogoro)
Kitete è una circoscrizione rurale (rural ward) della Tanzania situata nel distretto di Kilosa, regione di Morogoro. Conta una popolazione di 10 247 abitanti (censimento 2012).